# Serp cega de l'illa de Palau
La serp cega de l'illa de Palau (Ramphotyphlops acuticauda) és una espècie de serp de la família dels Typhlopidae.